# Aileen McLeod
Aileen McLeod (ur. 24 sierpnia 1971 w East Kilbride) – brytyjska i szkocka polityk, posłanka do Parlamentu Szkockiego, w latach 2014–2016 minister w szkockim gabinecie, posłanka do Parlamentu Europejskiego IX kadencji.

## Życiorys
W 1989 ukończyła szkołę średnią Claremont High School w rodzinnej miejscowości, a w 1993 studia z zakresu germanistyki i europeistyki na Uniwersytecie Edynburskim. W 2004 obroniła pracę doktorską na Uniwersytecie Centralnego Lancashire. Pracowała w europejskim centrum informacyjnym w Glasgow, następnie w centrum informacyjnym Parlamentu Szkockiego. Dołączyła do Szkockiej Partii Narodowej. W latach 2004–2009 była współpracowniczką eurodeputowanego Alyna Smitha, następnie do 2011 asystentką posła Michaela Russella.
W 2011 została wybrana na deputowaną do Parlamentu Szkockiego. W listopadzie 2014 weszła w skład rządu Nicoli Sturgeon jako minister do spraw środowiska i zmiany klimatu. Urząd ten sprawowała do maja 2016, wcześniej w tym samym miesiącu nie uzyskała poselskiej reelekcji.
W 2019 została wybrana w skład Parlamentu Europejskiego IX kadencji.